# Didi Louzada
Marcos Henrique "Didi" Louzada Silva (Muqui, 2 de julho de 1999), é um jogador de basquete profissional brasileiro. Atualmente joga pelo Sesi Franca Basquete do NBB.
Em 2019, ele foi draftado para a NBA na 35ª posição pelo Atlanta Hawks, antes de seus direitos serem negociados com os New Orleans Pelicans. Assim, tornou-se o 18º jogador brasileiro a atuar na NBA.

## Carreira
Fez sua estréia na NBB pelo Franca em 16 de fevereiro de 2017, jogando com dois minutos em uma vitória por 99 a 78 sobre o Pinheiros.
Em 26 de janeiro de 2019, ele registrou uma carreira de alta de 27 pontos e seis rebotes na vitória por 100 a 70 sobre o clube nicaraguense Real Estelí na FIBA Americas League, jogou pela World Select Team no Nike Hoop Summit em Portland, Oregon.
Em 19 de abril, ele se inscreveu para o draft de 2019 da NBA. Na época, Silva foi classificado pela ESPN como a 61ª melhor perspectiva na classe de draft. Silva foi selecionado como a 35ª escolha do draft de 2019 da NBA pelos Atlanta Hawks, porém foi trocado para o New Orleans Pelicans. Por fim firmou contrato com a equipe do Sydney Kings como parte do programa NBL Next Stars para adquirir experiência internacional, tendo neste contrato de uma temporada, cláusula que prevê seu retorno para avaliações técnicas juntos aos Pelicans.

### NBA
Após passar dois anos jogando na Austrália, Didi foi chamado de volta pelos New Orleans Pelicans no dia 18 de abril de 2021 após ser "emprestado" para o Sydney Kings. O brasileiro assinou um contrato com a equipe de New Orleans para o restante da temporada 2020-21 da NBA. Foi trocado para o Portland Trail Blazers em uma troca envolvendo C. J. McCollum, porém a passagem durou apenas 7 jogos antes de ser dispensado pela equipe no dia 29 de Agosto de 2022. No dia 12 de Outubro de 2022 foi anunciado de volta no Sesi Franca porém apenas duas semanas depois assinou contrato com o Cleveland Charge da G League, afiliado com o Cleveland Cavaliers.

### Seleção Brasileira
Em 10 de setembro de 2018, Silva foi convocado para disputar a seleção brasileira na segunda fase da qualificação para a Copa do Mundo da FIBA em 2019 . Ele fez sua estréia três dias depois, jogando menos de um minuto em uma derrota por 85 a 77 para o Canadá . Em 21 de fevereiro de 2019, Silva marcou 15 pontos em uma vitória por 104 a 80 sobre as Ilhas Virgens, ajudando o Brasil a se classificar para a Copa do Mundo FIBA de 2019 .

### Retorno ao Brasil
Para a temporada 2022-2023, o Flamengo anunciou a repatriação do jogador. O time da gávea ficou com o vice-campeonato do NBB naquela temporada. Didi, então, retornou ao time do Franca para a temporada seguinte após retornar das Olimpíadas de Paris. 

## Estatísticas

### Temporada Regular
| Ano      | Equipe      | PJ | PJ | MPJ  | AP   | 3P   | LL    | RT  | AS  | BR | TO | PPJ |
| -------- | ----------- | -- | -- | ---- | ---- | ---- | ----- | --- | --- | -- | -- | --- |
| 2020–21  | New Orleans | 3  | 0  | 18.7 | .231 | .250 | —     | 1.0 | 1.0 | .7 | 0  | 2.7 |
| 2021–22  | New Orleans | 2  | 0  | 3.5  | .000 | .000 | —     | 1.0 | .5  | .0 | .0 | .0  |
| 2021–22  | Portland    | 7  | 1  | 17.4 | .400 | .450 | 1.000 | 2.1 | .6  | .3 | .3 | 5.0 |
| Carreira |             | 12 | 1  | 15.4 | .326 | .355 | 1.000 | 1.7 | .7  | .3 | .2 | 3.6 |

| Ano      | Equipe | PJ | MPJ  | AP   | 3P   | LL   | RT  | AS  | BR  | TO  | PPJ  |
| -------- | ------ | -- | ---- | ---- | ---- | ---- | --- | --- | --- | --- | ---- |
| 2016–17  | Franca | 1  | 1.8  | .000 | .000 | .000 | 0   | 0   | 0   | 0   | 0    |
| 2017–18  | Franca | 21 | 10.8 | .441 | .259 | .667 | 1.5 | .6  | .6  | .1  | 3.2  |
| 2018–19  | Franca | 22 | 20.3 | .459 | .347 | .746 | 2.9 | 1.2 | .6  | .0  | 10.6 |
| Carreira |        | 44 | 15.4 | .455 | .324 | .734 | 2.2 | 0.9 | 0.6 | 0.1 | 6.8  |

### Playoffs
| Ano      | Equipe | PJ | MPJ  | AP   | 3P   | LL   | RT  | AS  | BR  | TO  | PPJ |
| -------- | ------ | -- | ---- | ---- | ---- | ---- | --- | --- | --- | --- | --- |
| 2017–18  | Franca | 3  | 8.8  | .333 | .400 | .000 | 1.3 | .7  | .0  | .0  | 2.7 |
| 2018–19  | Franca | 11 | 16.4 | .460 | .414 | .765 | 2.7 | .5  | .5  | .2  | 7.7 |
| Carreira |        | 14 | 14.7 | .423 | .412 | .765 | 2.4 | 0.6 | 0.5 | 0.2 | 6.6 |

### Temporada Regular
| Ano      | Equipe | PJ | MPJ  | AP   | 3P   | LL   | RT  | AS  | BR  | TO  | PPJ  |
| -------- | ------ | -- | ---- | ---- | ---- | ---- | --- | --- | --- | --- | ---- |
| 2019–20  | Sydney | 20 | 22.8 | .405 | .330 | .655 | 3.6 | 1.8 | 0.7 | 0.4 | 10.3 |
| 2020–21  | Sydney | 20 | 24.1 | .391 | .264 | .571 | 3.4 | 1.9 | 0.7 | 0.2 | 8.8  |
| Carreira |        | 40 | 23.5 | .398 | .298 | .614 | 3.5 | 1.9 | 0.7 | 0.3 | 9.5  |

### Playoffs
| Ano      | Equipe | PJ | MPJ  | AP   | 3P   | LL   | RT  | AS  | BR  | TO  | PPJ |
| -------- | ------ | -- | ---- | ---- | ---- | ---- | --- | --- | --- | --- | --- |
| 2019–20  | Sydney | 6  | 20.3 | .375 | .333 | .750 | 3.0 | 1.3 | 0.5 | 0.0 | 8.5 |
| Carreira |        | 6  | 20.3 | .375 | .333 | .750 | 3.0 | 1.3 | 0.5 | 0.0 | 8.5 |

## Prêmio e Homenagens
- NBB
  - Jogador Mais Evoluído: 2018–19
  - Jogador Revelação: 2018–19